# 藤井徹貫
藤井 徹貫（ふじい てっかん、1959年7月11日 - 2023年5月27日）は、日本の音楽ライター、小説家、放送作家。

## 来歴
山口県下関市出身。血液型O型。山口県立下関西高等学校卒業、日本大学芸術学部卒業。1984年よりフリーランスで音楽ライターを始める。音楽雑誌「GB」、「PATi PATi」、「ARENA37℃」などでライターとして活躍。
TM NETWORK、access、T.M.Revolution、Iceman、浅倉大介、宇都宮隆、TUBE、THE ALFEE、清木場俊介などに関する著書がある。また、CDのライナーノーツも多く手がけている。
放送作家としては、「ビデオ・ジャム」（テレビ朝日）や「オールナイトニッポン」（ニッポン放送）、「Buddy-Buddy」（JFN系列）に関わった経験がある。
木根尚登のアルバム「中央線」では、作詞を担当している（「武蔵小金井からの手紙」以外は木根との共作）。
2023年5月27日、脳幹梗塞のため死去。63歳没。

## 著書
特に記載のないものはソニー・マガジンズより発刊。
TM NETWORK（TMN）
- TMN・ザ・ペーパーバック “リズム・レッド”ツアー・ドキュメント（1991年9月1日）
- TMN EXPO ストーリー
  - 上（1992年2月1日）
  - 下（1992年6月1日）
- TMN 最後の嘘（1994年9月1日）

access
- access odyssey
  - 1（1994年4月20日）
  - 2（1994年12月10日）
  - 3（1995年12月20日）
- access TOUR 2002 CROSSBRIDGE THE DOCUMENT（2002年7月1日）
- access 15th Anniversary box（2007年11月26日）
- access 20th Anniversary Book AXS cluster（2013年2月14日、エムオン・エンタテイメント）

Iceman
- Iceman Archives
  - ver 1.0（1996年9月25日）
  - ver 2.0（1998年6月6日）
- Iceman undergate（2000年4月1日）

浅倉大介
- DATi▶︎BON（2004年12月15日）
- DAISUKE ASAKURA QUANTUM MECHANICS RAINBOW BOOK 〜DA 04-05〜（2005年3月25日）
- The Philosophy of DA 20th Anniversary Book（2011年8月8日）
- DAte Adventure Daisuke Asakura（2013年12月1日）

その他
- シーケンス9（1996年3月1日）
- To Be One T.M.Revolution－T.M.R. LIVE REVOLUTION’98 Joker Type2（1999年3月5日）
- WHITE ROOM（2000年）
- TUBE 終わらない旅 Never Ending Road（2002年3月26日、東京FM出版）
- ロックじゃろうが！清木場俊介（2007年2月1日）

## ツアーパンフレット
- Iceman tour 1998 ACT! MUTATION
  - 序説 HAVE YOU EVER SEEN Darwin?
- Iceman ACT STAGE GATE 2 
  - 赤説 HAVE YOU EVER SEEN THE RED GATE?
- Iceman ACT STAGE GATE 1 
  - 黒説 HAVE YOU EVER SEEN THE BLACK POWER?
- access ELECTRIC NIGHT 2016
  - starlit night, cold night, windy night, moonlit night

## ライナーノーツ
TM NETWORK (TMN)
- TMN CLASSIX（1993年8月21日）
- STAR BOX（TM NETWORK盤）（1999年1月30日）
- STAR BOX（TMN盤）（1999年1月30日）
- WORLD HERITAGE DOUBLE-DECADE COMPLETE BOX（2004年3月31日）
- GET WILD SONG MAFIA（2017年4月5日）

access
- SYNC-BEAT BOX 〜893Days〜（1999年6月23日）
- access LIVE ARCHIVES BOX Vol.1（2019年6月26日）
- access LIVE ARCHIVES BOX Vol.2（2020年7月15日）
- 30th ANNIVERSARY MUSIC CLIPS COLLECTION BOX（2022年11月23日）

清木場俊介
- IMAGE（2007年9月5日）

TUBE
- Surprise!（2010年7月7日）

小室哲哉
- TETSUYA KOMURO ARCHIVES（2018年6月27日）

西城秀樹
- ナイト・ゲーム2020（2020年6月1日）

## 出演
- INDIE JOZU インディ上手→インディーウォーズ（2004年、日本テレビ、関東のみ）
- 木根テレ!（2015年7月6日 - 2016年3月27日、BSフジ）